# Frivaisz István
Frivaisz István (Somorja – Csév, 1759. április 20.) katolikus pap.

## Élete
Somorjáról származott,  1745-től a bölcseletet és a teológiát hallgatta Nagyszombatban; 1751. október 6-án plébános lett Cséven. Nevét Fribaisznak is irják. Nyomtatásban megjelent munkája:
Divus Ivo oratione panegyrica celebratus, dum in academica soc. Jesu D. Joannis Baptistae basilica, incl. facultas juridica coram senatu, populoque academico annuos honores eidem divo tutelari suo solemni ritu instauraret; anno salutis 1748. m. Majo die 19. Tyrnaviae, 1748.